# كانغ تشان هي
كانغ تشان هي ممثل كوري جنوبي ولد في 17 يناير 2000 في كوريا الجنوبية بدأ مشواره الفني عام 2009 .

## روابط خارجية
- Kang Chan-hee at سيوورلد  [لغات أخرى]‏ (بالكورية)
- Kang Chan-hee Fan Cafe at Daum (بالكورية)
- Kang Chan-hee في هانسينما
- كانغ تشان هي على موقع IMDb (الإنجليزية)
- كانغ تشان هي على موقع ميوزك برينز (الإنجليزية)
- كانغ تشان هي على موقع ديسكوغز (الإنجليزية)